# Chrysozonata
Chrysozonata là một chi bướm đêm thuộc họ Noctuidae.